# Große Mauer der Jin-Dynastie

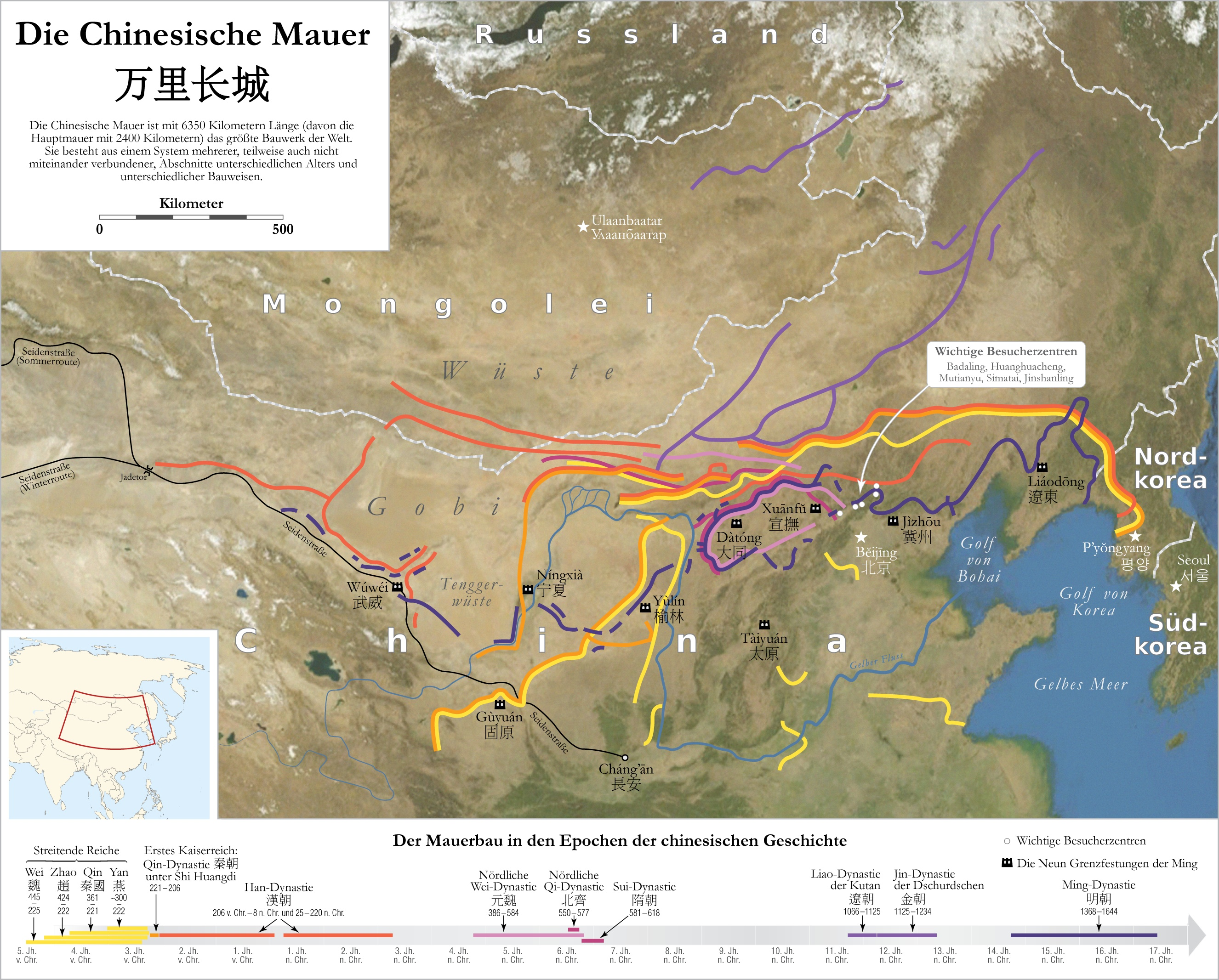
System der Chinesischen Mauern

Die Große Mauer der Jin-Dynastie (chinesisch 金長城 / 金长城, Pinyin Jīn chángchéng) ist eine mehr als 2500 km lange Grenzanlage der jurchenischen Jin-Dynastie aus der Mitte des 12. Jahrhunderts im Nordosten der Volksrepublik China (Innere Mongolei, Heilongjiang) sowie auch auf dem Gebiet der heutigen Mongolei und Russlands (Region Transbaikalien). Die Steinmauer sollte vor allem der Verteidigung gegen die Mongolen dienen. Kennzeichnend sind ihre Gräben, weshalb sie auch Jin jiehao (金界壕) „Grenzgraben der Jin-Dynastie“ genannt wird.

## Verlauf
Die Verteidigungsanlage hat mehrere Abschnitte. Im Osten beginnt die Verteidigungsanlage in Nianzishan (碾子山), dem Nordwesten von Qiqihar, an der Grenze zur Inneren Mongolei. Ein anderer Anfang liegt in der heutigen Stadt Genhe in der Inneren Mongolei und sein Ende im Chentii-Gebirge, Mongolei. Sie hat eine mehr als 800-jährige Geschichte. Ihr offizieller Name ist Jin dongbeilu jiehao bianbao (chinesisch 金东北路界壕边堡 – „Verteidigungsanlage der Grenzmauer der Nordöstlichen Straße der Jin-Dynastie (?)“). Im Osten liegt sie am Fluss Yalu He (雅鲁河), der um Nianzishan herum fließt, einem der Zuströme des Nen Jiang (bzw. Nonni) (嫩江).

## Denkmal
Die Stätten der Jin (Jurchen)-Grenzbefestigung (Jin jiehao yizhi (金界壕遗址)) stehen seit 2001 bzw. 2006 (Suppl.) auf der Liste der Denkmäler der Volksrepublik China (5–21). Sie liegen in der Volksrepublik China in drei Provinzen (Innere Mongolei, Heilongjiang und Hebei) in Hulun Buir 呼伦贝尔市, Bund Hinggan 兴安盟, Tongliao 通辽市, Chifeng 赤峰市, Bund Ulanqab 乌兰察布盟, Baotou 包头市 (alle Innere Mongolei); Kreis Gannan 甘南县, Kreis Longjiang 龙江县, Qiqihar 齐齐哈尔市 (alle Provinz Heilongjiang); Autonomer Kreis Fengning der Mandschu (丰宁满族自治县) (Provinz Hebei).
Die Große Mauer ist Teil des UNESCO-Weltkulturerbes und zieht viele Touristen an.
Nachdem zwei Chinesen eine Lücke in der – an dieser Stelle nicht restaurierten – Mauer in der Provinz Shanxi mit einem Bagger vergrößert haben, um eine Baustelle leichter zu erreichen, wurden sie festgenommen und haben ein Verfahren zu erwarten.